# An Khê (thị xã)
An Khê là một thị xã cũ nằm ở phía đông của tỉnh Gia Lai, Việt Nam.

## Địa lý
Thị xã An Khê nằm ở phía đông của tỉnh Gia Lai, có vị trí địa lý:
- Phía đông giáp huyện Tây Sơn và huyện Vĩnh Thạnh thuộc tỉnh Bình Định
- Phía tây và phía nam giáp huyện Đak Pơ
- Phía bắc giáp huyện Kbang.

Đường đến An Khê tương đối thuận lợi, có quốc lộ 19 nối vùng duyên hải miền Trung với Tây Nguyên và đông bắc Campuchia; tỉnh lộ 669, 674 nối An Khê với các huyện phía đông của tỉnh... với các trục đường huyết mạch qua thị xã đã tạo cho An Khê có được vị thế để trở thành đô thị trung tâm, đầu mối giao lưu kinh tế - văn hóa xã hội của tỉnh.
Thị xã An Khê nằm trên quốc lộ 19 từ Cảng Quy Nhơn (thành phố Quy Nhơn, Bình Định) đi thành phố Pleiku; cách Pleiku 90 km, cách Quy Nhơn 79 km, nằm giữa 2 ngọn đèo An Khê (giáp huyện Tây Sơn, Bình Định) và Mang Yang (giáp huyện Mang Yang, Gia Lai).
Thị xã An Khê có diện tích 200,65 km², dân số là 67.711 người (tính đến năm 2021), mật độ dân số đạt 407 người/km².
Thị xã An Khê nằm trên độ cao trung bình từ 400 - 500m:
- Điểm cao nhất: 840m (Đỉnh núi Ông Bình, phía đông xã Cửu An)
- Điểm thấp nhất: 410m (Cầu Suối Cái, phía nam phường Tây Sơn)

## Khí hậu
An Khê nằm ở sườn phía đông của dãy Trường Sơn, trên bậc thềm chuyển tiếp giữa Cao nguyên và miền duyên hải Trung bộ, nên có khí hậu nhiệt đới gió mùa cao nguyên, chia hai mùa: mùa mưa từ tháng 6 đến tháng 11, mùa khô từ tháng 12 đến tháng 5 năm sau. Nhiệt độ trung bình năm 23 °C, độ ẩm trung bình 81%, lượng mua trung bình năm từ 1.200mm - 1.750mm; tốc độ gió trung bình 3,5 m/s, hướng gió chính là đông bắc - tây nam.

## Hành chính
Thị xã An Khê có 11 đơn vị hành chính cấp xã trực thuộc, bao gồm 6 phường: An Bình, An Phú, An Phước, An Tân, Ngô Mây, Tây Sơn và 5 xã: Cửu An, Song An, Thành An, Tú An, Xuân An.
| Đơn vị hành chính        | Phường An Bình | Phường An Phú | Phường An Phước | Phường An Tân | Phường Ngô Mây | Phường Tây Sơn | Xã Cửu An | Xã Song An | Xã Thành An | Xã Tú An | Xã Xuân An |
| ------------------------ | -------------- | ------------- | --------------- | ------------- | -------------- | -------------- | --------- | ---------- | ----------- | -------- | ---------- |
| Diện tích (km²)          | 9,30           | 3,85          | 18,79           | 4,57          | 10,04          | 3,28           | 19,98     | 44,52      | 22,21       | 35,34    | 27,93      |
| Dân số (2019) (người)    | 9.450          | 16.731        | 3.862           | 3.938         | 6.167          | 15.017         | 4.626     | 6.225      | 4.962       | 6.138    | 4.484      |
| Mật độ dân số(người/km²) | 1.016          | 4.346         | 206             | 862           | 614            | 4.578          | 232       | 140        | 223         | 174      | 161        |

## Lịch sử
An Khê so với toàn bộ tỉnh Gia Lai và vùng Tây Nguyên thuộc lãnh thổ Đại Việt sớm nhất, dưới triều đại nhà Tây Sơn năm 1771. Vùng cao nguyên An Khê chính là vùng đất Tây Sơn thượng đạo, được Nguyễn Nhạc dùng làm căn cứ khởi nghĩa đầu tiên của phong trào Tây Sơn.
An Khê vốn là thị trấn huyện lỵ huyện Tân An, tỉnh Kon Tum thời Pháp thuộc.
Thời Việt Nam Cộng hòa, ban đầu là quận lỵ quận Tân An, tỉnh Pleiku.
Ngày 13 tháng 3 năm 1959, An Khê trở thành quận lỵ quận An Túc (là quận Tân An cũ) và được nhập vào tỉnh Bình Định.

### Từ 1976 đến nay
Thời kỳ 1976 - 1991, An Khê là huyện lỵ huyện An Khê, thuộc tỉnh Gia Lai - Kon Tum, sau đó thuộc tỉnh Gia Lai.
Huyện An Khê ban đầu bao gồm 22 xã: Chơ Long, Cư An, Cửu An, Đắk Song, Đông, Hà Tam, K'rong, Lơ Ku, Nam, Nghĩa An, Phú An Cư, Sơ Pai, Sơn Lang, Song An, Sró, Tân An, Tú An, Ya Hội, Ya Ma, Yang Bắc, Yang Nam và Yang Trung.
Ngày 2 tháng 3 năm 1979, Hội đồng chính phủ ban hành Quyết định 77-CP. Theo đó: 
- Chia xã Phú An Cư thành thị trấn An Khê và xã Phú An
- Chia xã Yang Trung thành 2 xã: Yang Trung và An Trung.

Ngày 17 tháng 8 năm 1981, Chia xã An Trung thành 2 xã: An Trung và Chư Krey.
Ngày 29 tháng 10 năm 1983, chia xã Nam thành 3 xã: Kông Pla, Kông Lơng Khơng và Tơ Tung.
Ngày 28 tháng 12 năm 1984, tách 9 xã: Sơn Lang, Sơ Pai, K'rong, Tơ Tung, Kông Lơng Khơng, Kong Pla, Đông, Nghĩa An và Lơ Ku để thành lập huyện Kbang.
Huyện An Khê còn lại thị trấn An Khê và 17 xã: Cư An, Cửu An, Song An, Tân An, Hà Tam, Tú An, Phú An, Ya Hội, Yang Bắc, Yang Nam, Yang Trung, An Trung, Chư Krey, Chơ Long, Sró, Đắk Song, Ya Ma.
Ngày 30 tháng 5 năm 1988, tách 8 xã: An Trung, Chư Long, Chư Krey, Đắk Song, Sró, Ya Ma, Yang Nam và Yang Trung để thành lập huyện Kông Chro.
Huyện An Khê còn lại thị trấn An Khê và 9 xã: Cửu An, Hà Tam, Phú An, Song An, Tân An, Tú An, Ya Hội, Yang Bắc, An Cư.
Ngày 12 tháng 8 năm 1991, tỉnh Gia Lai được tái lập, huyện An Khê thuộc tỉnh Gia Lai.
Ngày 29 tháng 8 năm 1994, Chính phủ ban hành Nghị định số 25-CP. Theo đó: 
- Chia xã Cư An thành 2 xã: Cư An và Thành An
- Chia xã Hà Tam thành 2 xã: Hà Tam và An Thành.

Cuối năm 2002, huyện An Khê có 12 đơn vị hành chính trực thuộc, bao gồm thị trấn An Khê và 11 xã: Tú An, Cửu An, Song An, Thành An, Phú An, Tân An, Cư An, Ya Hội, Yang Bắc, An Thành, Hà Tam.
Ngày 9 tháng 12 năm 2003, Chính phủ ban hành Nghị định số 155/2003/NĐ-CP. Theo đó:
- Thành lập thị xã An Khê trên cơ sở tách thị trấn An Khê và 4 xã: Cửu An, Song An, Thành An, Tú An thuộc huyện An Khê
- Thành lập 4 phường: An Bình, Tây Sơn, An Phú và An Tân trên cơ sở giải thể thị trấn An Khê
- Đổi tên phần còn lại của huyện An Khê thành huyện Đak Pơ.

Sau khi thành lập, thị xã An Khê có 19.912,10 ha diện tích tự nhiên và 62.600 người với 8 đơn vị hành chính trực thuộc, 4 phường và 4 xã.
Ngày 19 tháng 1 năm 2009, Chính phủ ban hành Nghị định số 02/NĐ-CP. Theo đó:
- Thành lập xã Xuân An trên cơ sở điều chỉnh 2.793,00 ha diện tích tự nhiên và 3.504 nhân khẩu của xã Tú An
- Thành lập phường An Phước trên cơ sở điều chỉnh 1.879,22 ha diện tích tự nhiên và 2.970 nhân khẩu của xã Cửu An
- Thành lập phường Ngô Mây trên cơ sở điều chỉnh 1.004,10 ha diện tích tự nhiên và 4.750 nhân khẩu của xã Song An.

Thị xã An Khê có 6 phường và 5 xã như hiện nay.

## Kinh tế - xã hội
Xã Song An là một xã vùng ba có nền kinh tế phát triển sau 5 phường. Hoạt động kinh tế chủ yếu ở đây là nông nghiệp với các vùng chuyên canh cây mía và mì, ngô, chăn nuôi gia súc.
An Khê - Tây Sơn Thượng Đạo là cái nôi của cuộc khởi nghĩa nông dân Tây Sơn "Thủ đô của Thủ đô", (theo cách gọi của Giáo sư – Tiến sĩ Sử học Nguyễn Quang Ngọc), gắn liền với tên tuổi người anh hùng dân tộc Quang Trung – Nguyễn Huệ và triều đại Tây Sơn phát triển tiến bộ gần 250 năm trước. Trải qua hàng trăm năm nhưng những dấu ấn của cuộc khởi nghĩa nông dân Tây Sơn vẫn còn khá đậm nét trên vùng đất An Khê – Tây Sơn Thượng đạo với Quần thể 6  cụm và 18 di tích lịch sử - văn hóa như: An Khê Đình, An Khê Trường, Gò Chợ; Miếu Xà, Cây Ké, Cây Cầy; Hòn Bình, Hòn Nhược, Hòn Tào, Gò Kho, Xóm Ké ...đã được Bộ Văn hóa, Thể thao và Du lịch xếp hạng là di tích lịch sử – văn hóa cấp quốc gia năm 1991 và còn nhiều di tích có giá trị khác gắn với cuộc khởi nghĩa nông dân Tây Sơn.
An Khê cũng là nơi định cư sớm nhất của người Việt trên vùng đất Tây Nguyên, nhờ vậy ở An Khê có rất nhiều thiết chế tín ngưỡng Đình, Miếu khá đông đặc (36 công trình tín ngưỡng có lịch sử hàng trăm năm và nhiều thiết chế được triều đình nhà Nguyễn ban Sắc phong từ thời vua Tự Đức đến thời Vua Bảo Đại) do người dân tự lập ra để thờ thần linh và những vị có công lớn trong vùng, theo ý niệm để thần linh phù hộ dân làng được mưa thuận gió hòa, xóm làng yên ổn và là nơi tụ họp của dân làng... Ngoài ra, An Khê còn có trên 19 công trình tôn giáo như Chùa, Tịnh xá, Nhà thờ, Tu viện,... hệ thống kiến trúc nhà cổ trên 100 năm tuổi, có ngôi chùa cổ An Bình có tuổi gần 300 năm.
Việc các Nhà khảo cổ học khai quật và phát hiện các di chỉ sơ kỳ Đá Cũ ở Rộc Tưng, xã Xuân An và Gò Đá, phường An Bình thị xã An Khê có niên đại hơn 80 vạn đến 1 triệu năm trước khẳng định rằng An Khê là một trong những cái nôi của nhân loại, đã được Bộ Văn hóa, Thể thao và Du lịch xếp hạng là di tích khảo cổ cấp quốc gia năm 2020.
Thị xã An Khê có hệ thống lễ hội phong phú mang tính đặc sắc riêng của vùng đất Tây Sơn Thượng đạo như: Lễ kỷ niệm chiến thắng Ngọc Hồi – Đống Đa; Lễ cúng Khai Sơn (mùng 10 tháng Giêng); Lễ cúng Quý Xuân (mùng 10 tháng 2 âm lịch); Lễ cúng Quý Thu (rằm tháng 8 âm lịch); Lễ kỷ niệm ngày mất Hoàng đế Quang Trung (28 tháng 7 âm lịch) và một số lễ hội truyền thống khác của đồng bào dân tộc Bahnar,...
An Khê nằm giữa Gia Lai và Bình Định là cầu nối giữa Tây Nguyên với vùng duyên hải Nam trung Bộ
Với quốc lộ 19, một trong những tuyến đường huyết mạch của tỉnh Gia Lai đang ngày càng được nâng cấp để trở thành những tuyến đường tốt nhất.

## Di tích khảo cổ Rộc Tưng - Gò Đá

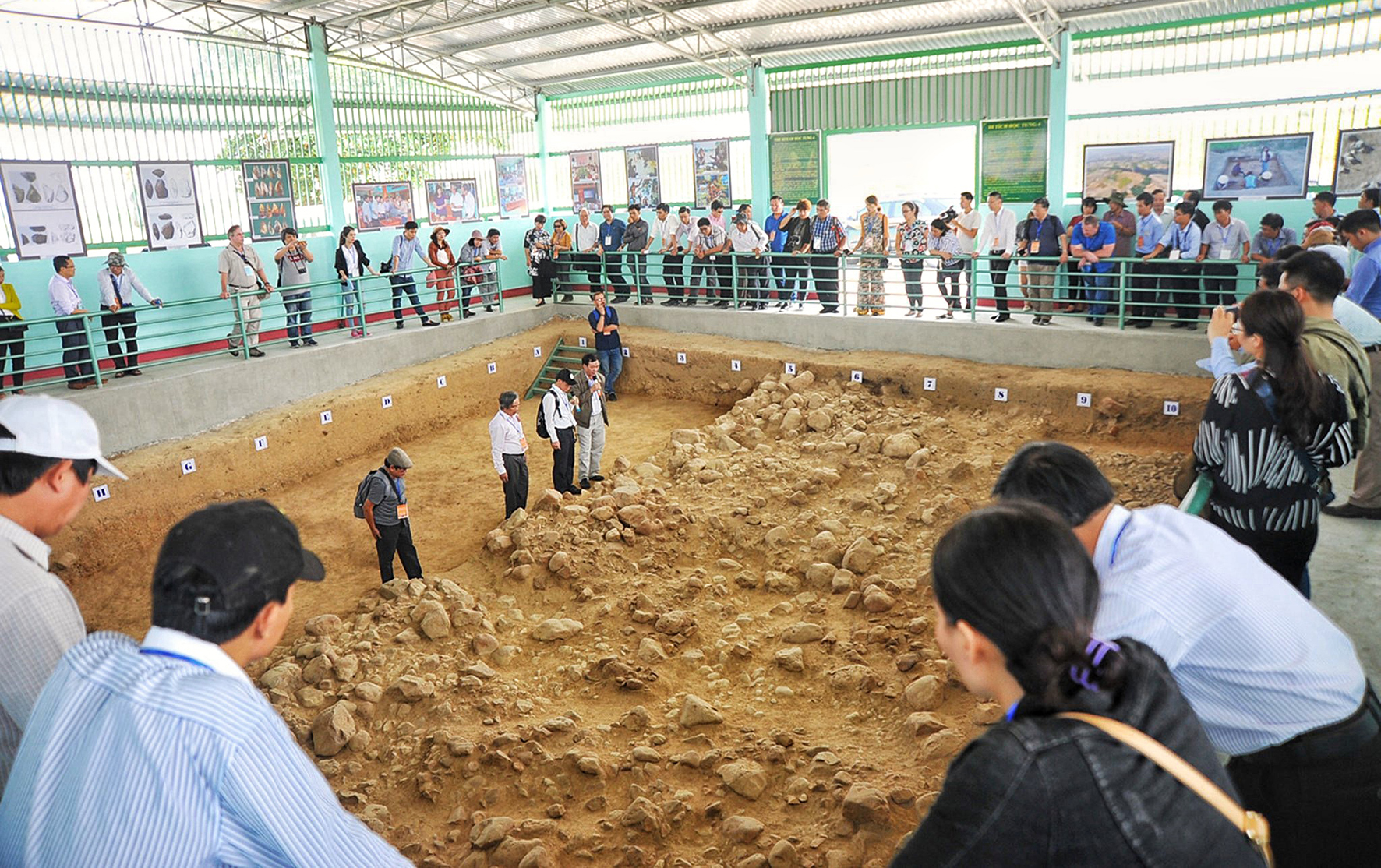
Di tích Rộc Tưng - Gò Đá tại thị xã An Khê, tỉnh Gia Lai

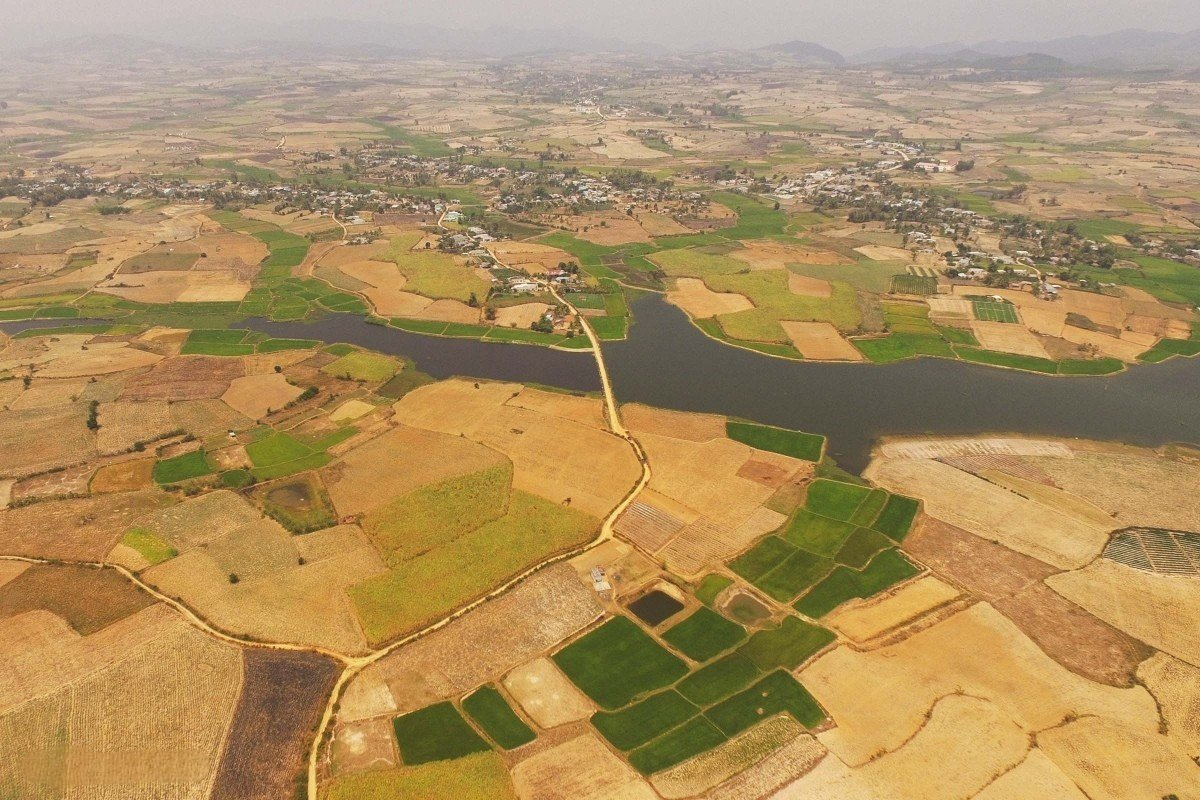
Vị trí của Di tích khảo cổ Rộc Tưng - Gò Đá nhìn từ trên cao

Di chỉ đồ đá cũ An Khê (thị xã An Khê) được phát hiện năm 2014, là hệ thống nhiều điểm di tích phân bố khắp thung lũng An Khê trong bán kính hơn 3 km quanh lòng hồ công trình thủy điện.

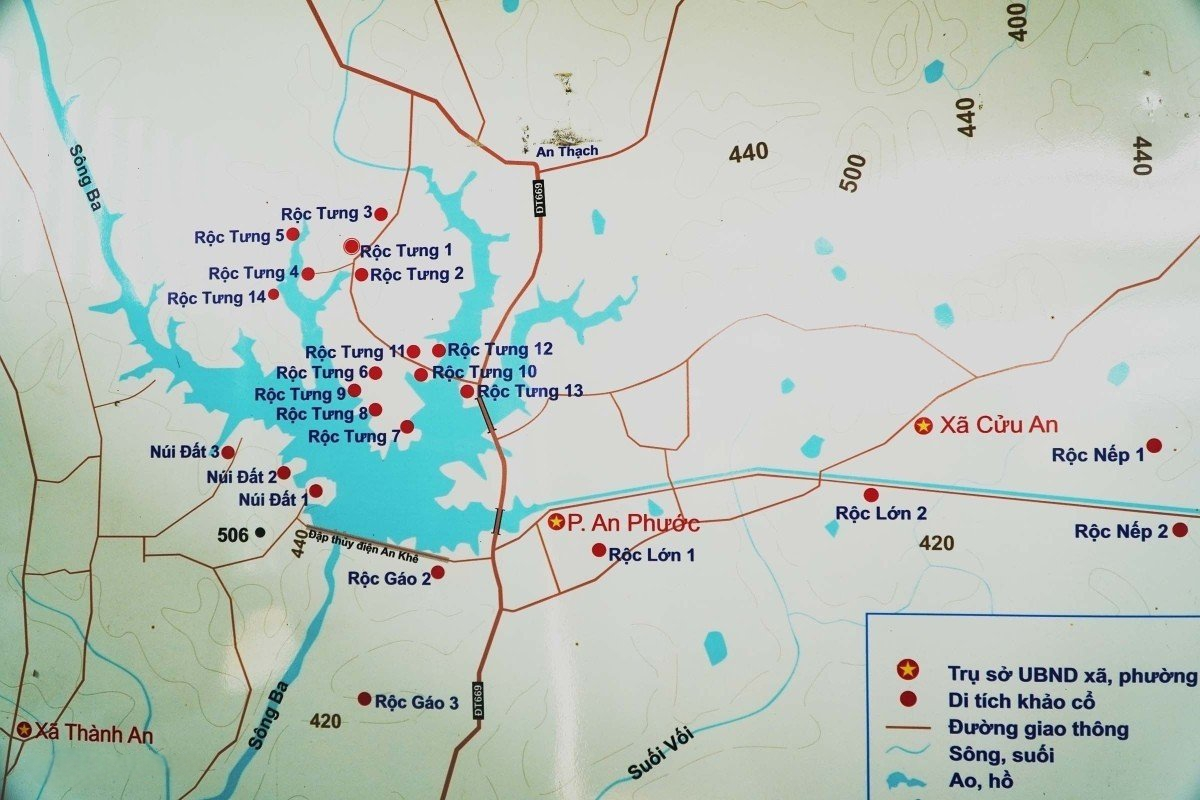
Sơ đồ các địa điểm thuộc di chỉ đồ đá cũ An Khê

Năm 2015, di tích Gò Đá (phường An Bình) được Viện Khảo cổ học (Viện Hàn lâm khoa học xã hội Việt Nam) phối hợp với Viện Khảo cổ - Dân tộc học Novosibirsk (Viện Hàn lâm khoa học CHLB Nga) và Sở VH-TT-DL tỉnh Gia Lai khai quật lần đầu tiên diện tích 20m² ở vị trí cao khoảng 40m so với lòng sông Ba. Quá trình khai quật Gò Đá, các nhà khảo cổ học khảo sát phát hiện hơn 20 địa điểm đá cũ.

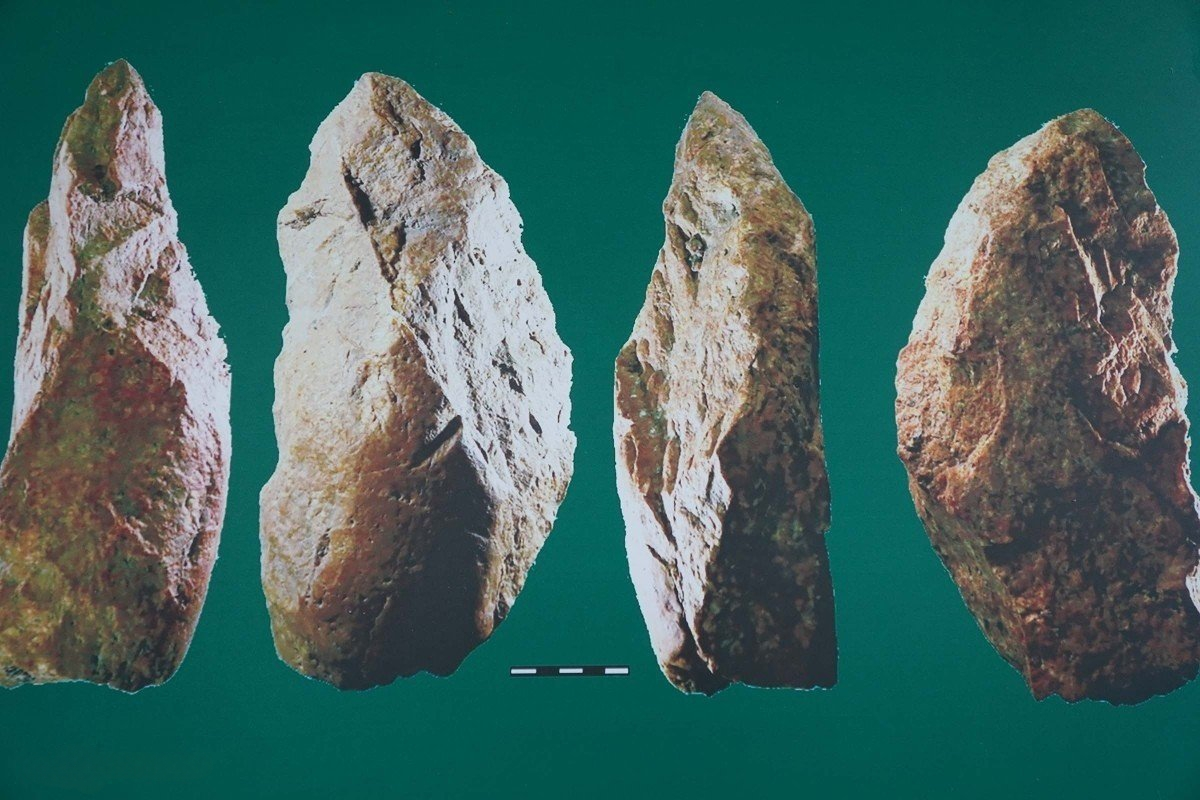
Rìu tay được tìm thấy ở Di tích Rộc Tưng 3

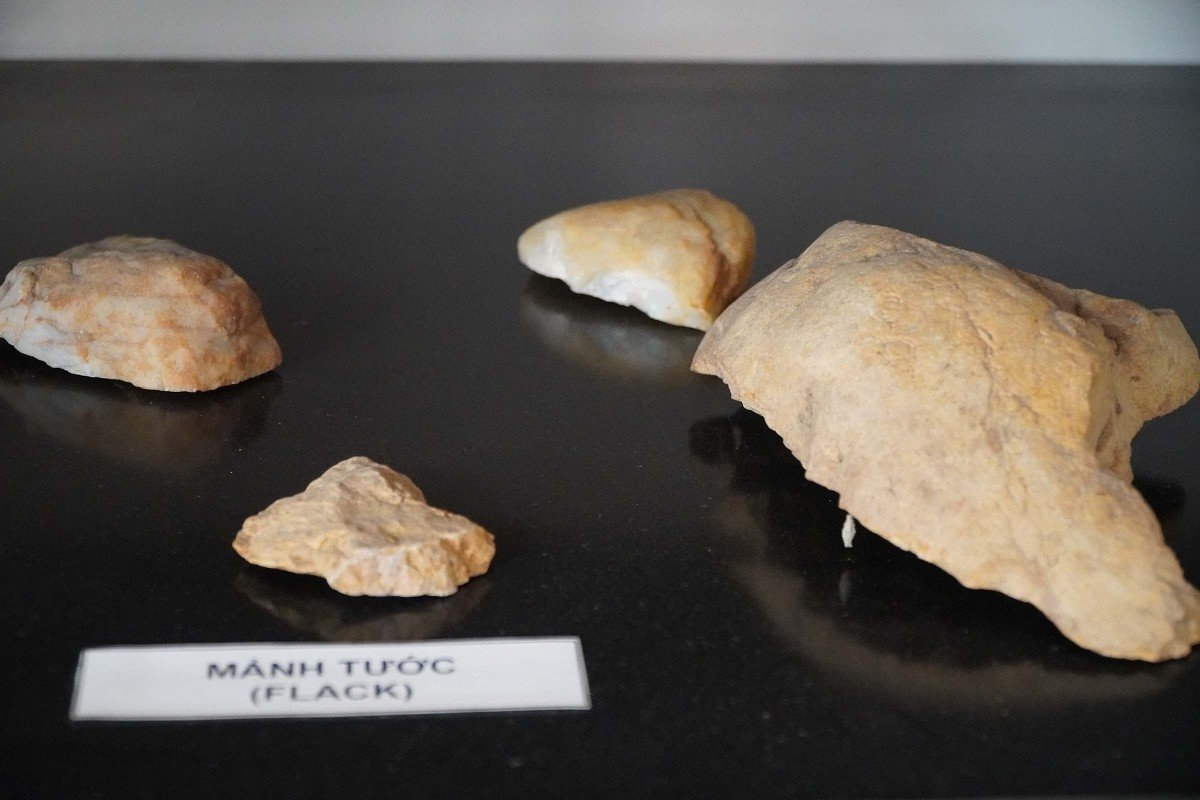
Mảnh tước được khai quật tại Rộc Tưng

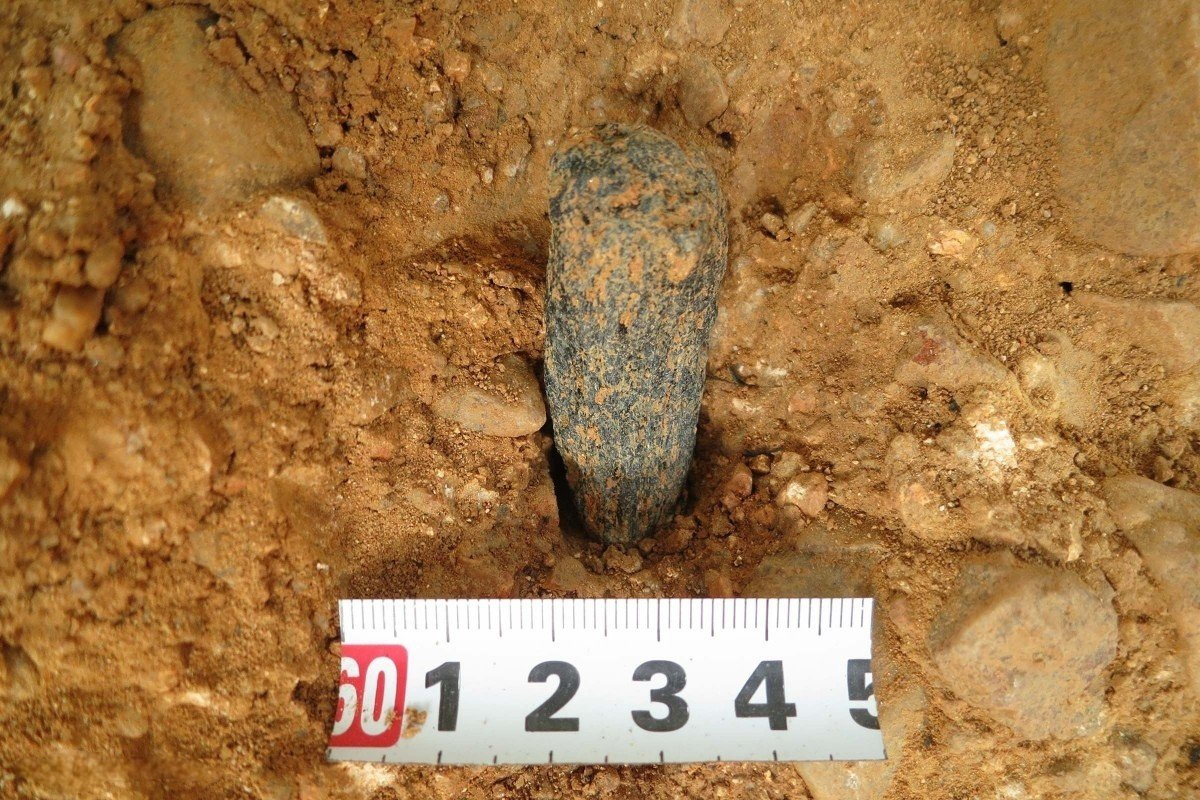
Thiên thạch được tìm thấy ở hố 2, Rộc Tưng 1

Từ năm 2015 đến 2019, các nhà khảo cổ khai quật 4 vị trí gồm Rộc Tưng 1, Rộc Tưng 4, Rộc Tưng 7 và Gò Đá, thu hàng nghìn di vật đá gồm công cụ chặt, công cụ ghè một mặt, mảnh tước, hạch đá, thiên thạch... Hầu hết công cụ ở đây được làm bằng đá quartz; tiêu biểu là loại công cụ chặt làm từ các viên cuội to thô, những mũi nhọn lớn làm từ hạch đá quartz, nạo làm từ mảnh tước nhỏ. Mảnh tước được khai quật tại Rộc Tưng. Hiện bảo tàng Tây Sơn Thượng Đạo lưu giữ hơn 4.000 hiện vật, trưng bày trên 200 di vật. Thiên thạch được tìm thấy ở hố 2, Rộc Tưng 1. Quá trình khai quật ở địa tầng di vật, các nhà khoa học thu được hàng trăm mảnh tektitle (thiên thạch) - một di chỉ đồ đá cũ nổi tiếng trong ngành khảo cổ học Hạch đá (nguyên liệu để người nguyên thủy dùng để chế tác công cụ lao động) được tìm thấy ở di tích Rộc Tưng, đang trưng bày tại Bảo tàng Tây Sơn Thượng Đạo (thị xã An Khê).
Kết quả khai quật phát hiện các sưu tập công cụ đá của người nguyên thủy niên đại khoảng 800.000 năm, trong đó có các công cụ rìu tay ghè hai mặt thuộc dạng rất quý hiếm ở khu vực Đông Nam Á và Đông Á.
Những phát hiện Đá cũ đã đưa An Khê vào một trong 10 điểm có di tích Đá cũ của loài người giai đoạn người đứng thẳng. Việc này góp thêm tư liệu nghiên cứu lịch sử hình thành con người và văn hoá đầu tiên của nhân loại.
Hàng nghìn "công cụ đá" của người nguyên thủy có niên đại khoảng 800.000 năm được trưng bày tại Bảo tàng Tây Sơn Thượng Đạo (thị xã An Khê).

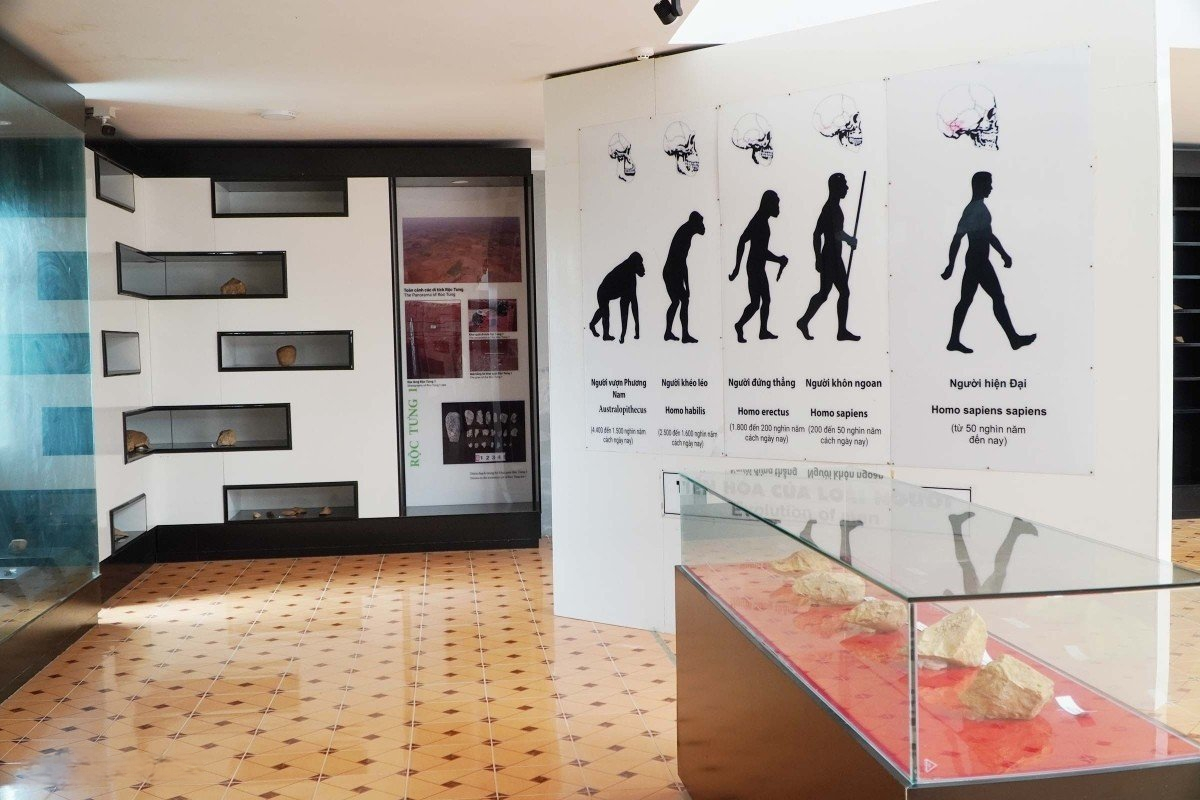
Phòng trưng bày tại Bảo tàng Tây Sơn Thượng Đạo

Phía sau là bức tranh mô phỏng 5 bước tiến hoá của loài người. Dấu tích người cổ tìm thấy tại di chỉ An Khê nằm ở giai đoạn người đứng thẳng (Homo erectus), tổ tiên trực tiếp của người hiện đại (Homo sapiens).
Hệ thống di tích sơ kỳ Đá cũ An Khê đã được Hội đồng biên soạn Bộ lịch sử quốc gia đưa vào chính sử với giá trị là nơi xuất hiện người nguyên thủy sớm nhất ở Việt Nam.
Di tích Rộc Tưng 4 được ví là "công xưởng" chế tác đồ đá, chứng tỏ vùng đất này từng là nơi cư trú của cộng đồng người giai đoạn đứng thẳng. Vị trí này được được phát hiện năm 2015 và khai quật 3 lần với hàng nghìn hiện vật đá (công cụ chặt, mũi nhọn, công cụ ghè hết một mặt, hạch đá, đá có vết gia công, mảnh tước) và mảnh thiên thạch.
Ngày 29 tháng 12 năm 2022, thừa lệnh Thủ tướng Chính phủ, Phó thủ tướng Vũ Đức Đam đã ký quyết định công nhận Di tích quốc gia đặc biệt đối với di tích khảo cổ Rộc Tưng - Gò Đá ở thị xã An Khê (tỉnh Gia Lai) và bộ rìu tay ở di tích này được công nhận là Bảo vật Quốc gia. Vừa qua tỉnh Gia Lai đề xuất khai quật mở rộng thêm 16 địa điểm và thực hiện công trình nghiên cứu, bảo tồn di tích đá cũ An Khê để có câu trả lời thuyết phục về tổ tiên loài người.

## Hình ảnh

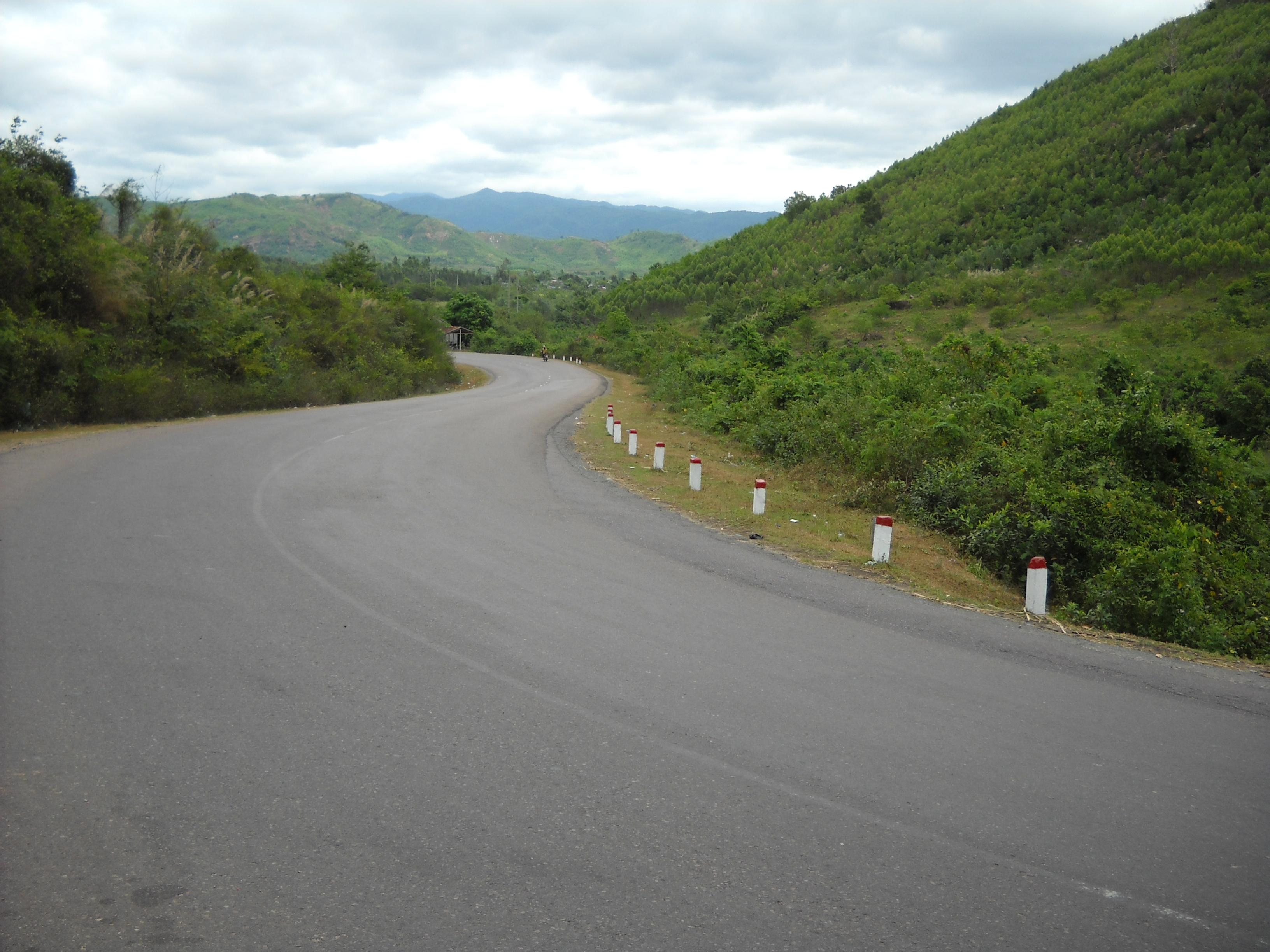
Đèo An Khê, Gia Lai-Bình Định
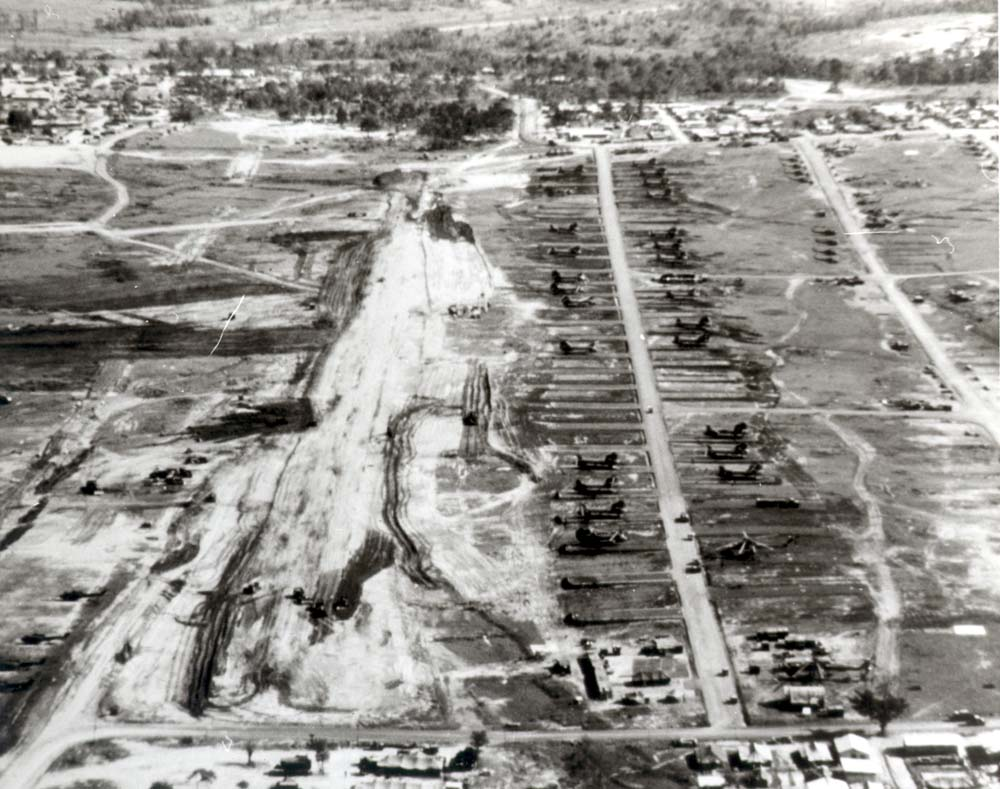
Sân bay An Khê năm 1965
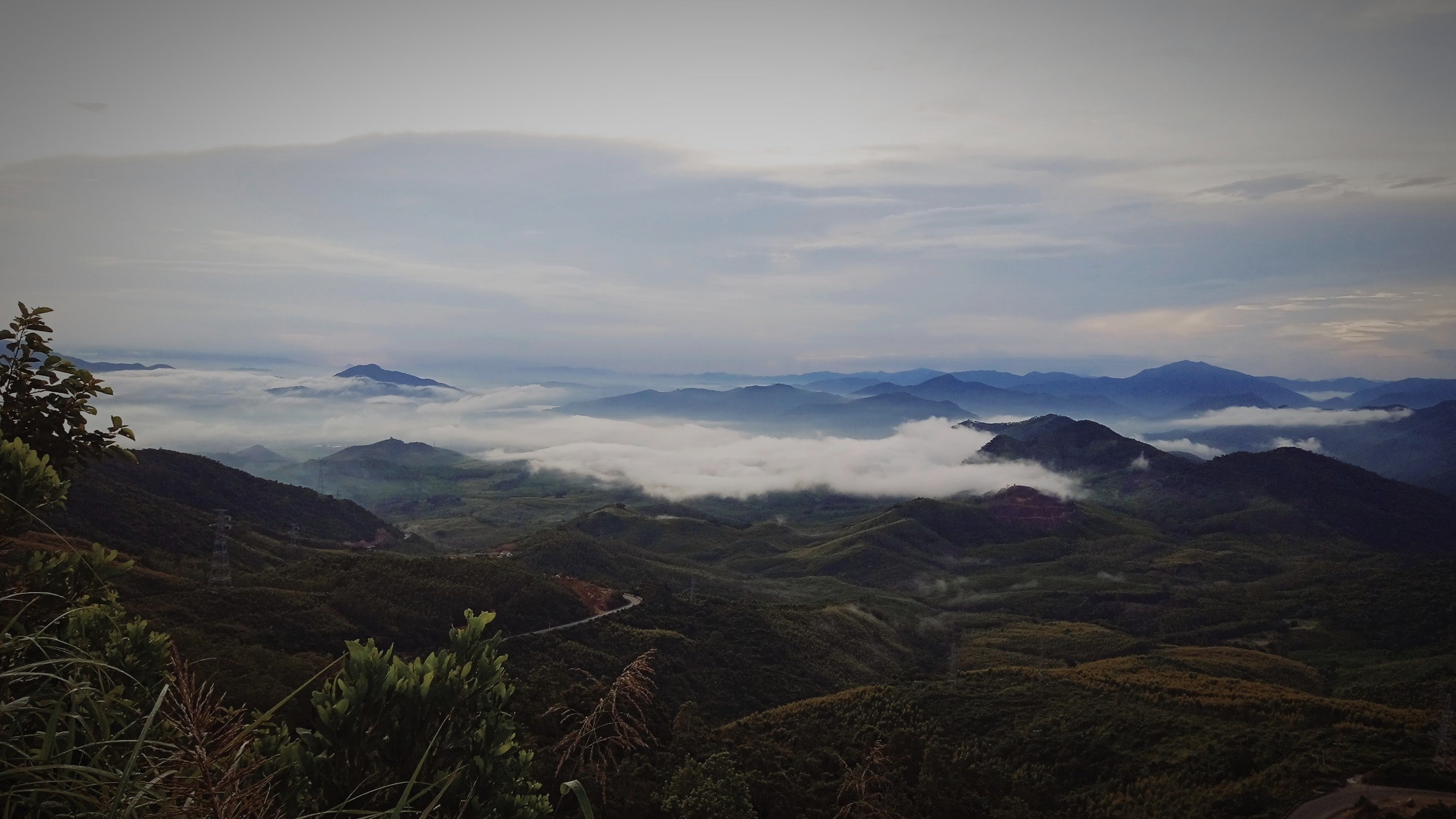
Bình minh tại núi Ông Bình, đỉnh đèo An Khê